# Iași Open 2021
Lo Iași Open 2021 è stato un torneo maschile di tennis giocato sulla terra rossa. È stata la 2ª edizione del torneo, facente parte della categoria Challenger 100 nell'ambito dell'ATP Challenger Tour 2021. Si sono giocati a Iași, in Romania, dal 12 al 18 luglio 2021.

## Partecipanti

### Teste di serie
| Nazionalità | Giocatore             | Ranking* | Testa di serie |
| ----------- | --------------------- | -------- | -------------- |
| Francia     | Hugo Gaston           | 162      | 1              |
| Francia     | Enzo Couacaud         | 164      | 2              |
| Francia     | Alexandre Müller      | 199      | 3              |
| Brasile     | Felipe Meligeni Alves | 221      | 4              |
| Rep. Ceca   | Zdeněk Kolář          | 223      | 5              |
| Romania     | Marius Copil          | 224      | 6              |
| Francia     | Maxime Janvier        | 232      | 7              |
| Bulgaria    | Dimitar Kuzmanov      | 246      | 8              |

* Ranking al 28 giugno 2021.

### Altri partecipanti
I seguenti giocatori hanno ricevuto una wild card per il tabellone principale:
- Cezar Crețu
- David Ionel
- Ștefan Paloși

I seguenti giocatori sono entrati in tabellone usando il ranking protetto:
- Matteo Donati

I seguenti giocatori sono entrati in tabellone come alternate:
- Hernán Casanova

I seguenti giocatori sono passati dalle qualificazioni:
- Alexandar Lazarov
- David Poljak
- Dan Alexandru Tomescu
- Miljan Zekić

## Punti e montepremi
| Torneo    | Torneo              | V      | F     | SF    | QF    | 2T    | 1T  | Q | Q2  | Q1  |
| Singolare | Punti               | 100    | 60    | 35    | 18    | 8     | 0   | 5 | 1   | 0   |
| Singolare | Premi in denaro (€) | 12 250 | 7 200 | 4 260 | 2 480 | 1 460 | 885 | – | 440 | 220 |
| Doppio    | Punti               | 100    | 60    | 35    | 18    | –     | 0   | – | –   | –   |
| Doppio    | Premi in denaro (€) | 5 250  | 3 100 | 1 840 | 1 090 | –     | 610 | – | –   | –   |

## Campioni

### Singolare
Zdeněk Kolář ha sconfitto in finale  Hugo Gaston con il punteggio di 7–5, 4–6, 6–4.

### Doppio
Orlando Luz /  Felipe Meligeni Alves hanno sconfitto in finale  Hernán Casanova /   Roberto Ortega Olmedo con il punteggio di 6–4, 6–4.